# Mourad Meziane
Mourad Meziane est un footballeur international algérien né le 21 septembre 1964 à Oran. Il évoluait au poste d'ailier gauche principalement au MC Oran dont il a été le président de 2003 à 2006.

## Biographie
Mourad Meziane reçoit 11 sélections en équipe d'Algérie entre 1992 et 1993, pour quatre buts inscrits. Il joue son premier match en équipe nationale le 14 août 1992, contre la Guinée-Bissau (victoire 3-1). Il joue son dernier match le 23 avril 1993, contre le Togo (victoire 4-0).
Il évolue pendant 14 saisons avec le club du MC Oran. Il remporte notamment avec cette équipe, trois titres de champion d'Algérie, et trois Coupes d'Algérie.
Lors de la saison 1988-1989, il inscrit dix buts en championnat.

## Statistiques club
| Saison                | Club                  | Championnat           | Championnat | Championnat | Coupe(s) nationale(s) | Coupe(s) nationale(s) | Compétition(s) continentale(s) | Compétition(s) continentale(s) | Compétition(s) continentale(s) | Total | Total |
| Saison                | Club                  | Division              | M.          | B.          | M.                    | B.                    | Comp.                          | M.                             | B.                             | M.    | B.    |
| 1983-1984             | MC Oran               | 1                     | -           | 1           | -                     | 1                     | -                              | -                              | -                              | 0     | 2     |
| 1984-1985             | MC Oran               | 1                     | -           | 4           | -                     | 2                     | C2                             | -                              | 0                              | 0     | 6     |
| 1985-1986             | MC Oran               | 1                     | -           | 6           | -                     | 2                     | C2                             | -                              | 0                              | 0     | 8     |
| 1986-1987             | MC Oran               | 1                     | -           | 3           | -                     | -                     | -                              | -                              | -                              | 0     | 3     |
| 1987-1988             | MC Oran               | 1                     | -           | 18          | -                     | 1                     | Arabe                          | 3                              | 2                              | 3     | 21    |
| 1988-1989             | MC Oran               | 1                     | -           | 10          | -                     | 2                     | C1                             | 2                              | 2                              | 2     | 14    |
| 1989-1990             | MC Oran               | 1                     | -           | 10          | -                     | -                     | C1                             | 6                              | 3                              | 6     | 13    |
| 1990-1991             | MC Oran               | 1                     | -           | 6           | -                     | -                     | -                              | -                              | -                              | 0     | 6     |
| 1991-1992             | MC Oran               | 1                     | -           | 11          | -                     | 3                     | -                              | -                              | -                              | 0     | 14    |
| 1992-1993             | Al Wehda              | 1                     | 13          | 7           | -                     | -                     | -                              | -                              | -                              | 13    | 7     |
| 1993-1994             | Sans club             | -                     | -           | -           | -                     | -                     | -                              | -                              | -                              | 0     | 0     |
| 1994-1995             | MC Oran               | 1                     | -           | 6           | -                     | -                     | -                              | -                              | -                              | 0     | 6     |
| 1995-1996             | MC Oran               | 1                     | -           | 9           | -                     | 1                     | C3                             | -                              | -                              | 0     | 10    |
| 1996-1997             | MC Oran               | 1                     | -           | 6           | -                     | -                     | C2                             | -                              | 1                              | 0     | 7     |
| 1997-1998             | MC Oran               | 1                     | 14          | 4           | -                     | 1                     | C3                             | -                              | -                              | 14    | 5     |
| 1998-1999             | ASM Oran              | 1                     | -           | -           | -                     | -                     | -                              | -                              | -                              | 0     | 0     |
| 1999-2000             | ASM Oran              | 2                     | -           | -           | -                     | -                     | -                              | -                              | -                              | 0     | 0     |
| 2000-2001             | ASM Oran              | 1                     | -           | -           | -                     | -                     | -                              | -                              | -                              | 0     | 0     |
| Total sur la carrière | Total sur la carrière | Total sur la carrière | 0           | 101         | 0                     | 13                    | -                              | -                              | 8                              | 0     | 122   |

## Palmarès

### Nationale
- Champion d'Algérie en 1988, 1992 et 1993 avec le MC Oran.
- Vice-champion d'Algérie en 1985, 1987 et 1990 avec le MC Oran.
- Vainqueur de la Coupe d'Algérie en 1984, 1985 et 1996 avec le MC Oran.
- Finaliste de la Coupe d'Algérie en 1998 avec le MC Oran.
- Finaliste de la Supercoupe d'Algérie en 1992 avec le MC Oran.
- Champion d'Algérie D2 en 2000 avec l'ASM Oran.

### Internationale
- Finaliste de la Coupe des clubs champions africains en 1989 avec le MC Oran.
- Vainqueur de la Coupe arabe des vainqueurs de coupe en 1997 avec le MC Oran.